# Ivan Nifontov
Ivan Vital'evič Nifontov (in russo Иван Витальевич Нифонтов?; Pavlodar, 5 giugno 1987) è un judoka russo, vincitore della medaglia di bronzo nella categoria fino a 81 kg a Londra 2012.

## Palmarès
- Giochi olimpici estivi

2012 - Londra: bronzo negli 81 kg.
- Campionato mondiale di judo

2009 - Rotterdam: oro negli 81 kg.
- Campionati europei di judo

2009 - Tibilisi: oro negli 81 kg.